# Aleksandra Pàkhmutova
Aleksandra Nikolàievna Pàkhmutova, rus: Алекса́ндра Никола́евна Па́хмутова, Volgograd, 9 de novembre de 1929) Aleksandra Nikolayevna Pakhmutova (en rus: Александра Николаевна Пахмутова escolta (ajuda informació); nascuda el 9 de novembre de 1929) és una compositora soviètica i russa. Ha continuat sent una de les figures més conegudes de la música popular soviètica i posteriorment russa des que va assolir fama per primera vegada a la seva terra natal als anys seixanta. Va ser guardonada com a Artista del Poble de l'URSS el 1984.

## Biografia
Va néixer a Beketovka (ara un barri de Volgograd), RSFS de Rússia, Unió Soviètica, i va començar a tocar el piano i compondre música a una edat primerenca. Va ser admesa al prestigiós Conservatori de Moscou i es va graduar el 1953. El 1956 va completar un curs de postgrau dirigit pel compositor Vissarion Shebalin.
La seva carrera destaca pel seu èxit en diferents gèneres. Ha compost peces per a l'orquestra simfònica (La suite russa, el concert per a trompeta i orquestra, l'obertura juvenil, el concert per a orquestra); el ballet Il·luminació; música per a nens (cantates, una sèrie de peces corals i nombroses cançons); i cançons i música per a més d'una dotzena de pel·lícules diferents, des de Out of This World el 1958 fins a Because of Mama el 2001.
És més coneguda per algunes de les seves 400 cançons, incloent cançons tan duradorament populars com The Melody, Russian Waltz, Tenderness, Hope, The Old Maple Tree, The Song of the Perturbed Youth, una sèrie de la constel·lació gagarina, The Bird of Happiness (de la pel·lícula de 1981 O Sport, You – the world!, la cançó de la qual és posteriorment molt coneguda tant a Rússia com a la Xina). quan va ser interpretada pel cantant rus Vitas des de 2003) i Good-Bye Moscou, que es va utilitzar com a melodia de comiat dels 22è Jocs Olímpics de Moscou. La tendresa es va utilitzar amb gran efecte en la pel·lícula de Tatyana Lioznova de 1967 Tres pollancres a Plyushchikha. El seu marit, l'eminent poeta de l'era soviètica Nikolai Dobronravov, va contribuir amb lletres a la seva música de tant en tant, incloent cançons utilitzades en diverses pel·lícules.
Una de les seves balades més famoses és Belovezhskaya Pushcha, composta el 1975, que celebra el Bosc de Białowieża, un últim romanent de la fusta silvestre europea dividida ara entre Polònia i Belarús. Una altra cançó molt emesa va ser Malaya Zemlya, sobre un lloc d'avançada menor on el llavors líder soviètic Leonid Bréjnev va servir com a comissari polític durant la Segona Guerra Mundial.
Alexandra Pakhmutova va trobar favor tant amb l'establishment estatal com amb el públic. Suposadament la compositora favorita de Bréjnev, va rebre diversos premis governamentals i premis estatals i va servir com a secretària de l'URSS i les Unions Russes de Compositors. Va ser nomenada heroïna del treball socialista el 1990. El seu nom va ser donat a l'asteroide # 1889, registrat pel centre planetari a Cincinnati, Ohio, Estats Units.

## Vida personal
El 1956, Pakhmutova es va casar amb l'actor i poeta Nikolai Dobronravov. Va ser assignat pels funcionaris de ràdio per treballar amb ella com a lletrista en una melodia infantil "Little Motor Boat" (Lodochka motornaya). Han escrit moltes cançons per a nens, però la parella no ha tingut fills propis.